# Гіпотеза виняткової Землі

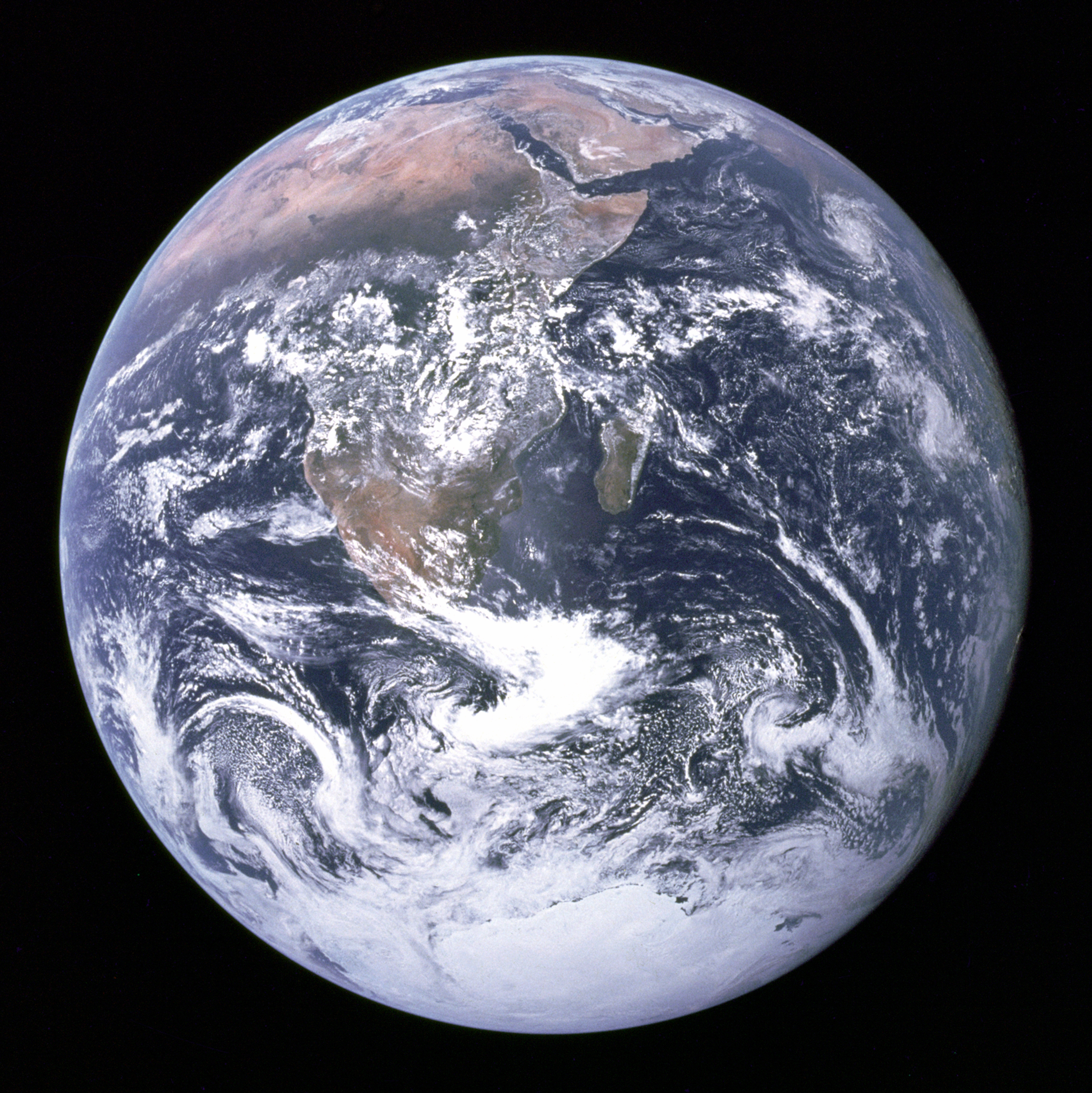
Земля, можливо, не має аналогів у Всесвіті

Гіпотеза виняткової Землі — низка наукових припущень і доказів, які обґрунтовують ідею про рідкісність високорозвиненого життя у Всесвіті. При цьому науковці, які підтримують гіпотезу, вважають що життя у вигляді мікроорганізмів не є рідкісним.
Гіпотеза виняткової Землі пропонує відповідь на парадокс Фермі, пояснюючи чому появу такої планети як Земля слід вважати дуже малоймовірною. У поєднанні із припущенням, що необхідною передумовою появи високорозвинених форм життя є планета земного типу, це пояснювало б відсутність ознак існування позаземних цивілізацій.
Гіпотеза виняткової Землі була вперше детально викладена в книзі «Rare Earth: Why Complex Life Is Uncommon in the Universe» («Виняткова Земля: Чому високорозвинене життя не є поширеним явищем у Всесвіті»), написаній палеонтологом Пітером Вардом (англ. Peter Ward) та астрономом Дональдом Броунлі (англ. Donald Brownlee). Вард та Броунлі скористались розширеним рівнянням Дрейка на доказ того, що існування планети із земними характеристиками у Всесвіті слід вважати рідкісним явищем.

## Умови

### Розташування у певному місці певного типу галактик

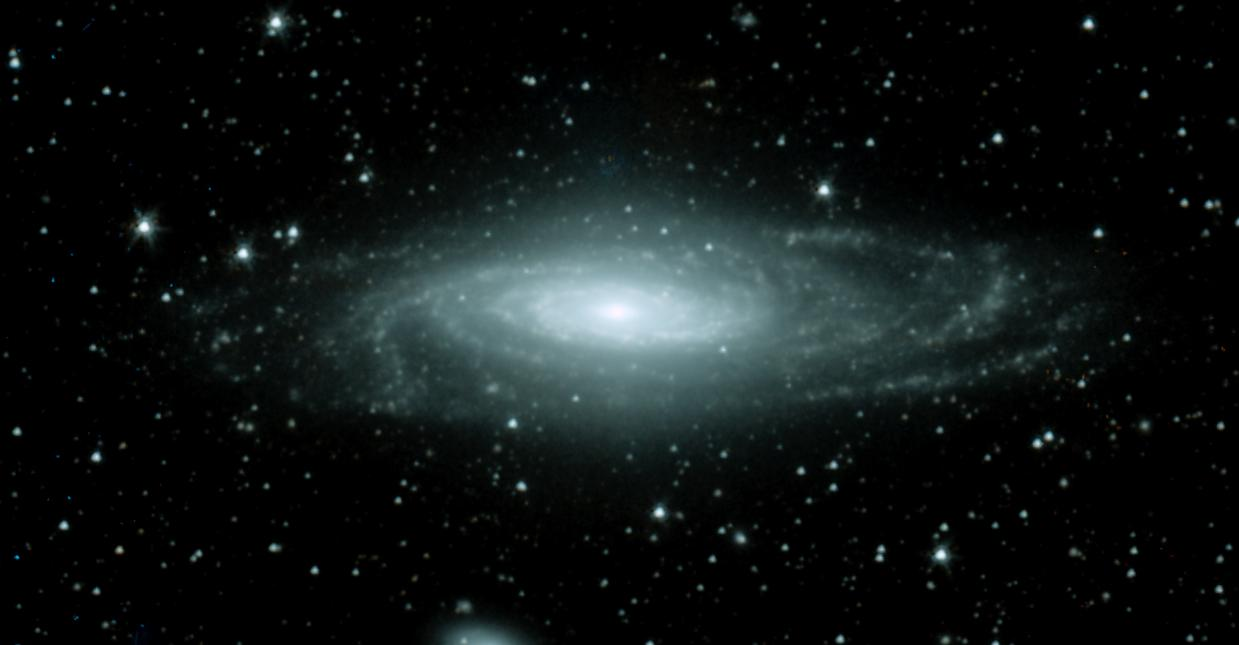
Для щільних центрів галактик таких як NGC 7331 (схожа на нашу Галактику) характерний високий рівень випромінення, яке шкідливе для складного життя

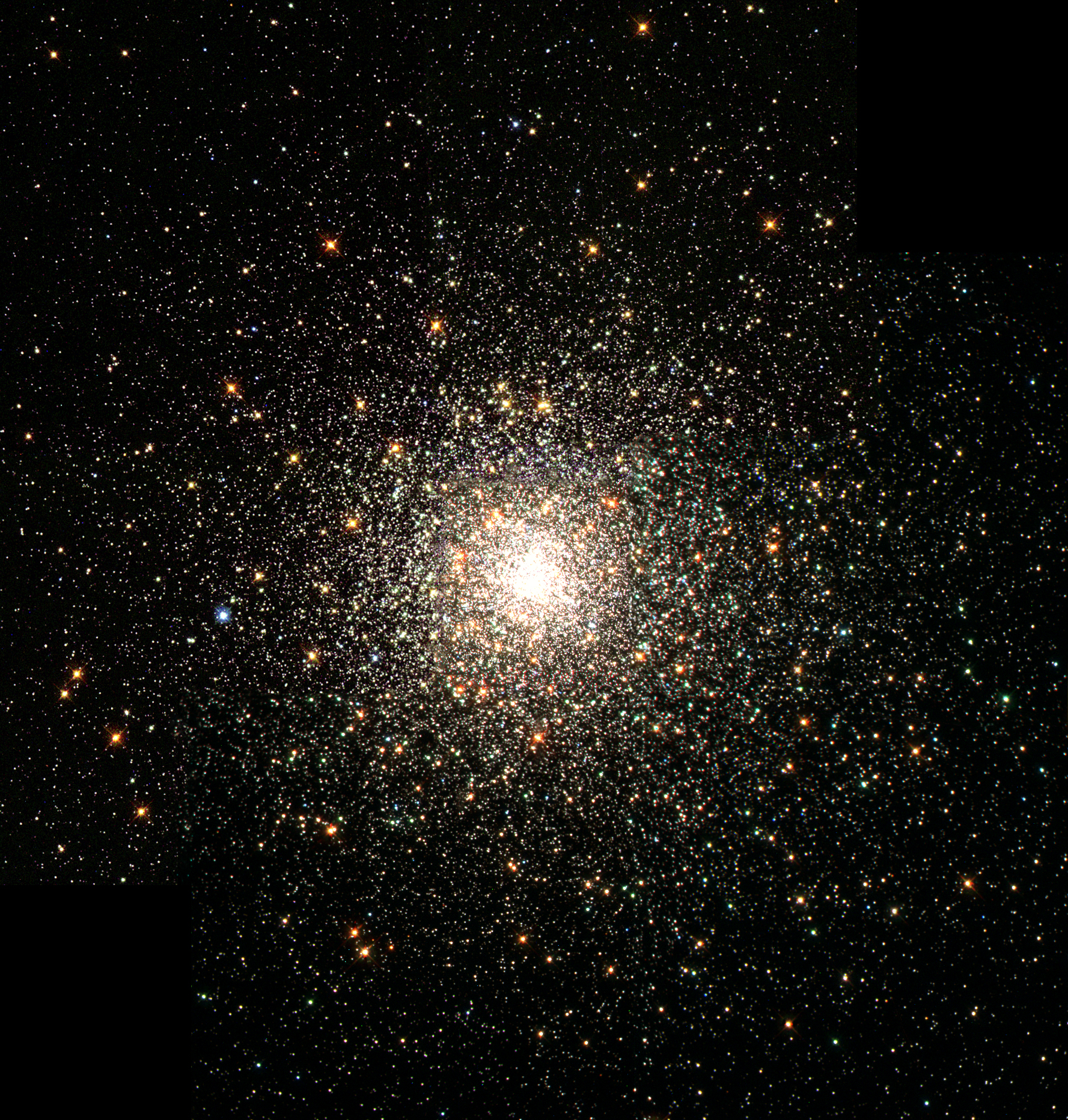
Згідно з гіпотезою виняткової Землі, кулясті скупчення навряд чи спроможні забезпечити існування життя.

Утворення планети земного типу та її розвиток до того стану, щоб підтримувати життя, вимагає поєднання низки факторів. По-перше, вона має утворитись навколо досить багатої важкими елементами зорі. Навколо бідних на метали зір можуть утворюватися лише газові гіганти — на утворення планет земного типу в газовій туманності не вистачить твердих речовин. Таким чином виключаються зорі зовнішньої частини Галактики. З іншого боку, якщо зоря містить занадто багато металів, планети земного типу навколо них накопичуватимуть газові оболонки, утримуючи їх своєю великою силою тяжіння, та знову ж таки ставатимуть газовими гігантами.
Зоря має обертатись по коловій орбіті навколо центру галактики: надто витягнута орбіта означатиме, що зоря наближатиметься до ядра галактики, де піддаватиметься надмірному жорсткому радіаційному опроміненню.

### Обертання планети на певній відстані від зорі

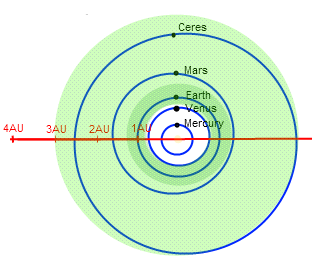
Земля перебуває на унікальній орбіті (темно-зелена зона), що забезпечує умови для виникнення й підтримання життя

Гаряча зоря, наприклад Сіріус або Вега, матиме широку придатну до життя зону, але обтяжену двома проблемами: по-перше, ця зона є занадто віддаленою від зорі, а планети з твердим ядром імовірно формуватимуться поблизу зорі (поза межами зони, придатної для життя). Втім, це не виключає можливості зародження життя на супутниках газових гігантів: гарячі зорі випромінюють достатньо ультрафіолетового випромінювання, яке може достатньо іонізувати атмосферу будь-якої планети. Друга проблема із гарячими зорями полягає в тому, що вони існують досить короткий час, якого не вистачить для еволюції високорозвиненого життя.
У холодної зорі придатна для життя зона буде вузькою та буде розташована близько до зорі, суттєво зменшуючи шанси утворення планети в потрібному місці. Поблизу холодної зорі, сонячні спалахи іонізуватимуть атмосферу планети. Жорстке рентгенівське випромінювання також буде інтенсивнішим.
Таким чином, відповідний тип зір обмежується проміжком від F7 до K1 (див. класифікація зір). Зорі цих класів є рідкістю: зорі спектрального класу G (такі як Сонце) складають всього лише 5 % зір у нашій Галактиці.

### Взаємодія із іншими небесними тілами

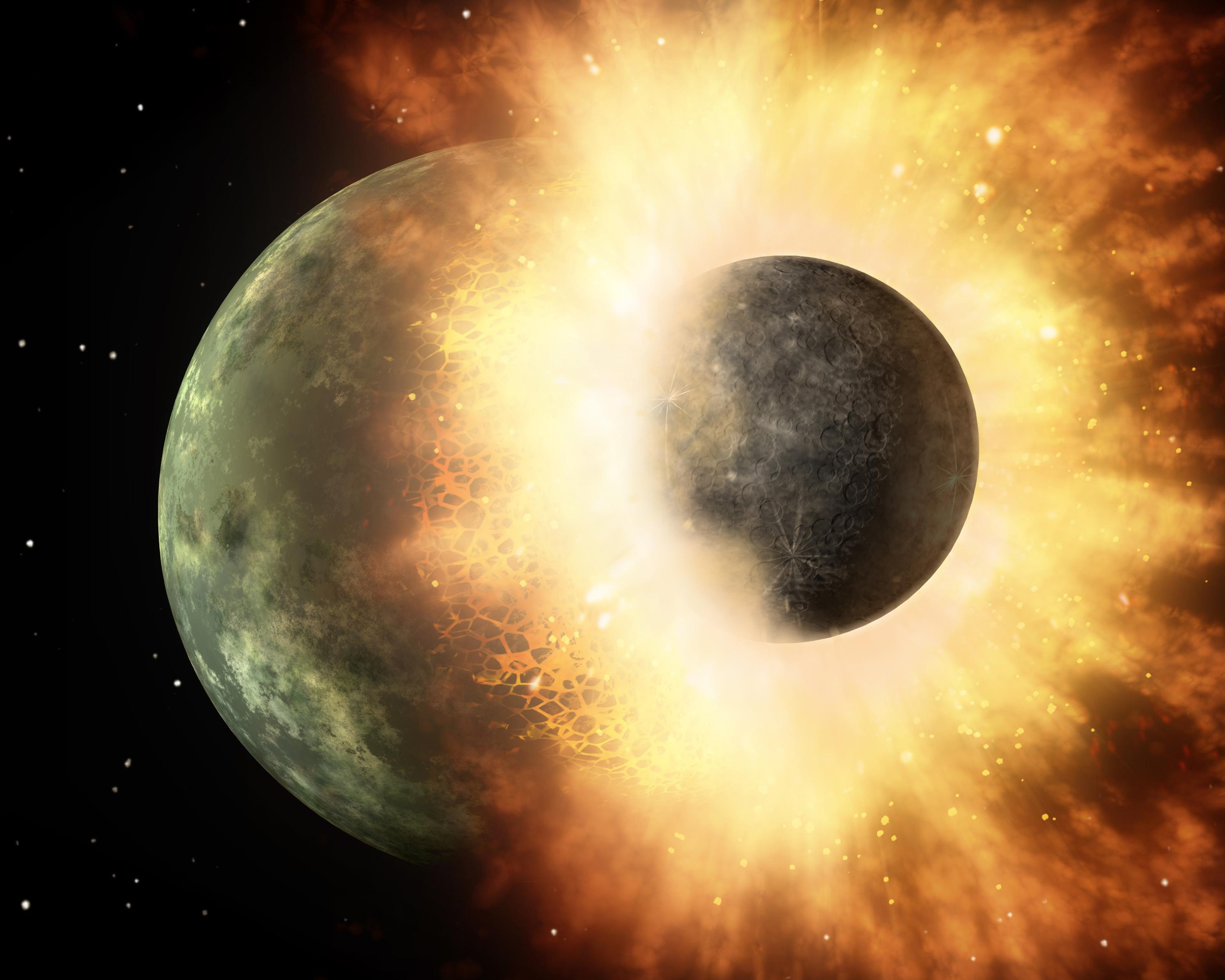
Імовірно, життя неможливе на планетах, які не зазнали катаклізмів, як зіткнення Землі з Теєю

Імовірно, після того як землеподібна планета формується в межах жилої зони, небесне тіло розмірами приблизно як Марс має зіткнутись із нею (за гіпотезою велетенського зіткнення). Без такого зіткнення на планеті не утворяться тектонічні плити оскільки земна кора вкриватиме всю планету й не залишить місця для океанічної кори. Зіткнення також може мати наслідком появу великого супутника, що стабілізує вісь обертання планети, та злиття ядер планети й небесного тіла, яке сформує надмасивне планетне ядро, що генеруватиме потужний планетний електромагнітний щит від сонячної радіації. Недавні дослідження Едварда Бельбруно та Річарда Ґотта дозволяють зробити висновок, що таке небесне тіло потрібного розміру може формуватись у троянських точках планети (L4 чи L5), можливо роблячи цю подію менш малоймовірною.
Супутник відносно значних розмірів також збільшує шанси виживання високоорганізованих організмів, відхиляючи астероїди. Шанси зіткнення астероїда з масивнішим об'єктом подвійної системи на кшталт Землі з Місяцем є доволі незначними[джерело?]. Більшість астероїдів будуть або цілком відкинуті або вразять менш масивний об'єкт: щоб поцілити в масивніше тіло потрібна визначена комбінація швидкості та кута падіння. Таким чином, планета з великим супутником буде краще захищена від зіткнень (хоча випадкові зіткнення можуть бути необхідними, оскільки еволюційна теорія припускає, що масові вимирання здатні прискорити розвиток складніших організмів). Також необхідною умовою є наявність у планетній системі великого газового гіганта, такого як Юпітер, завдяки якому «сміття», яке залишиться на орбітах після формування планет, викидатиметься у формації на кшталт поясу Койпера та хмари Оорта.

### Розташування планет

Гіпотеза виняткової Землі стверджує, що без такої структури, зокрема наявності масивного газового гіганта Юпітера (п'ята планета від Сонця), комплексне життя на Землі не мало можливості з'явитися.

Прихильники виняткової Землі стверджують, що планетарна система, здатна підтримувати складне життя, повинна бути більш-менш структурованою як Сонячна система, з малими і кам'янистими внутрішніми планетами та зовнішніми газовими гігантами. Без захисту газових гігантів з сильним тяжінням, планета буде піддаватися катастрофічним зіткненням з астероїдами.
Спостереження екзопланет показали, що розташування планет, подібне до нашої Сонячної системи, зустрічається рідко. У більшості планетарних систем є суперпланети, в кілька разів більші, ніж Земля, близькі до своєї зірки, тоді як наша Сонячна система має лише кілька невеликих скелястих планет, і немає планет ближче за Меркурій до зорі. Лише 10 % зірок мають гігантські планети, подібні до Юпітера та Сатурна, і серед них мало таких, що мають стабільні майже кругові орбіти, віддалені від своєї зірки. Костянтин Батигін та його колеги стверджують, що ці особливості можна пояснити, якщо на початку формування Сонячної системи Юпітер і Сатурн зміщалися до Сонця, водночас притягуючи планетезималі, частина з них рухалася до Сонця, і потрапляла в земну область Сонячної системи. Таким чином кам'янисті планети отримали важливі для розвитку життя елементи. Згодом обидві гігантські планети знову відійшли назад до своєї нинішньої позиції. Проте, на думку Батигіна та його колег: «Об'єднання випадкових подій, необхідних для цієї делікатної хореографії, показує, що малі, кам'яні планети, подібні до Землі — і, можливо, саме життя — можуть бути рідкісними в усьому всесвіті».

### Частота зіткнень та еволюція
Життя потребує певного часу на те, щоб зародитися та досягнути високого рівня організації. Часті зіткнення з великими астероїдами ймовірно перешкодять появі високоорганізованих організмів. Саме життя навряд чи зникне, але складніші організми із вищих щаблів еволюції є значно вразливішими та легко вимирають внаслідок планетарних катастроф. Еволюційна теорія переривчастої рівноваги стверджує[джерело?] що:
1. Як тільки екосистема планети досягає стану рівноваги (із заповненими всіх екологічних ніш), швидкість еволюційних змін різко зменшується;
2. Період, протягом якого досягається стан рівноваги, є відносно коротким порівняно з геологічними процесами.

Вважається, що викопні рештки демонструють як екологічна рівновага досягалась на Землі кілька разів, вперше після Кембрійського вибуху. Кілька катастроф, які призводять до масового вимирання організмів, можливо, необхідні, щоб у процесі еволюції випробовувались радикально нові шляхи розвитку, та щоб життя уникло ситуації, коли його розвиток завмер би на півшляху до розумного життя. Масове вимирання динозаврів, наприклад, дозволило ссавцям зайняти їх екологічні ніші та спрямувати еволюцію новим шляхом.
Таким чином, очевидно що потрібні правильні значення сотень параметрів планети та зоряної системи, щоб високоорганізоване життя стало можливим. Всесвіт є неймовірно величезним, він значно перевищує можливості людської уяви чи розуміння, тому залишається шанс, що десь у Всесвіті існує планета земного типу з високоорганізованим життям. Однак, можливість, що така планета існує досить близько від Сонця та що ми можемо колись її досягнути чи вступити в контакт із її мешканцями, вкрай малоймовірна.

## Критика
Найбільшій критиці піддається припущення, що поява високорганізованого життя можлива тільки на планетах земного типу. Дехто з біологів, наприклад Джек Коен, вважає що таке припущення є занадто обмежуючим і свідчить про відсутність уяви (див. Вуглецевий шовінізм). Детальна критика наведена у книзі Джека Коена та математика Яна Стюарта «Еволюція іншопланетянина: Наука Позаземного Життя» (Evolving the Alien: The Science of Extraterrestrial Life).
Інші припущення теорії виняткової Землі теж піддаються критиці:
- Деякі припущення, незважаючи на свою теоретичну достовірність, не є загальноприйнятими в науковому середовищі, наприклад гіпотеза велетенського зіткнення.
- Стверджується, що докази покладаються на малоймовірність тієї чи іншої події, в той час як вони, можливо, лише виглядають неможливими. Беручи до уваги розміри Всесвіту, тривалість астрономічних процесів та можливість альтернативних шляхів появи схожих обставин, можливо існує значно більша кількість планет земного типу, ніж та що передбачається теорією виняткової Землі.
- Теорія ігнорує здатність розумного життя адаптувати оточення до своїх потреб. Розумна раса може бути в змозі колонізувати багато непридатних для життя планет за достатньо довгий період часу (хоча, можливо, потребує планети земного типу для своєї появи).